# Plăviceni (okręg Aluta)
Plăviceni – wieś w Rumunii, w okręgu Aluta, w gminie Scărișoara. W 2011 roku liczyła 675 mieszkańców.